# Дмитриев, Ярослав
Ярослав Дмитриев (25 июня 1988, Донецк, Украинская ССР) — российский футболист, нападающий.
Начинал играть в таллинском клубе «Пуума». В 1999 году перешёл в «Аякс Ласнамяэ» Таллин, за который выступал до 2006 года. В 2007—2010 играл в клубе «Левадия» Таллин. 2011 год начал в «Аяксе Ласнамяэ», закончил в «Инфонете». В 2013—2014 годах выступал во втором по силе эстонском дивизионе за «Пууму».
В 2013 году был дисквалифицирован на пять месяцев за удар соперника в живот.
В 2014 году был пожизненно дисквалифицирован за участие в договорных матчах. Впоследствии срок был сокращён до декабря 2016.
В высшем дивизионе чемпионата Эстонии в 2006, 2008—2012 годах провёл 69 игр, забил четыре мяча.
В 2017—2020 годах играл за «Маарду ЛМ», в 2017 и 2018 годах — победитель первой лиги, в 2020 году — серебряный призёр турнира, в 2019 году играл со своим клубом в высшем дивизионе. В 2021 году перешёл в ФК «Таллин».